# Таїно
Таїно (італ. Taino) — муніципалітет в Італії, у регіоні Ломбардія, провінція Варезе.
Таїно розташоване на відстані близько 530 км на північний захід від Рима, 60 км на північний захід від Мілана, 18 км на захід від Варезе.
Населення — 3737 осіб (2014).
Щорічний фестиваль відбувається 26 грудня. Покровитель — святий Степан.

## Демографія
Населення за роками:

Станом на 1 січня 2023 року в муніципалітеті офіційно проживало 347 іноземців з 51 країни, серед них 144 громадяни країн Євросоюзу та 13 громадян України.

## Сусідні муніципалітети
- Анджера
- Сесто-Календе